# Solheim Cup 2002
Navigation
2000 2003
La Solheim Cup 2002, septième édition de la Solheim Cup, s'est déroulée du 20 septembre 2002 au 22 septembre 2002 sur le parcours du Interlachen Country Club à Edina, Minnesota aux États-Unis. Les États-Unis remportent la compétition sur le score de 15 ½ à 12 ½. 

## Les équipes
- Capitaine de l'Équipe des États-Unis : Patty Sheehan
- Capitaine de l'Équipe d'Europe : Dale Reid

| États-Unis - Capitaine : - Patty Sheehan - Joueuses : - Juli Inkster - Laura Diaz - Rosie Jones - Michele Redman - Cristie Kerr - Meg Mallon - Beth Daniel - Wendy Ward - Emilee Klein - Kelli Kuehne - Kelly Robbins - Pat Hurst | Europe - Capitaine : - Dale Reid - Joueuses : - Annika Sörenstam - Raquel Carriedo - Karine Icher - Paula Marti - Sophie Gustafson - Suzann Pettersen - Iben Tinning - Maria Hjorth - Laura Davies - Helen Alfredsson - Carin Koch - Mhairi McKay |

## Compétition

### Vendredi

#### Foursomes
| Drapeau des États-Unis  | Résultats  |                                   |
| ----------------------- | ---------- | --------------------------------- |
| Juli Inkster/Laura Diaz | 2 up       | Laura Davies/Paula Marti          |
| Beth Daniel/Wendy Ward  | 1 up       | Iben Tinning/Raquel Carriedo      |
| Kelly Robbins/Pat Hurst | 4 & 2      | Helen Alfredsson/Suzann Pettersen |
| Meg Mallon/Kelli Kuehne | 3 & 2      | Annika Sörenstam/Carin Koch       |
| 1                       | Session    | 3                                 |
| 1                       | Au général | 3                                 |

#### 4 balles meilleure balle
| Drapeau des États-Unis    | Résultats  |                               |
| ------------------------- | ---------- | ----------------------------- |
| Rosie Jones/Cristie Kerr  | 1 up       | Laura Davies/Paula Marti      |
| Laura Diaz/Emilee Klein   | 4 & 3      | Sophie Gustafson/Karine Icher |
| Michele Redman/Meg Mallon | 2 & 1      | Annika Sörenstam/Maria Hjorth |
| Juli Inkster/Kelli Kuehne | 3 & 2      | Mhairi McKay/Carin Koch       |
| 3                         | Session    | 1                             |
| 4                         | Au général | 4                             |

### Samedi

#### Foursomes
| Drapeau des États-Unis      | Résultats  |                                   |
| --------------------------- | ---------- | --------------------------------- |
| Michele Redman/Cristie Kerr | 4 & 3      | Annika Sörenstam/Carin Koch       |
| Emilee Klein/Wendy Ward     | 3 & 2      | Mhairi McKay/Iben Tinning         |
| Meg Mallon/Juli Inkster     | 2 & 1      | Laura Davies/Paula Marti          |
| Laura Diaz/Kelly Robbins    | 3 & 1      | Helen Alfredsson/Suzann Pettersen |
| 3                           | Session    | 1                                 |
| 7                           | Au général | 5                                 |

#### 4 balles meilleure balle
| Drapeau des États-Unis     | Résultats  |                               |
| -------------------------- | ---------- | ----------------------------- |
| Beth Daniel/Wendy Ward     | 4 & 3      | Annika Sörenstam/Carin Koch   |
| Kelli Kuehne/Pat Hurst     | 1 up       | Maria Hjorth/Iben Tinning     |
| Cristie Kerr/Rosie Jones   | 1 up       | Karine Icher/Raquel Carriedo  |
| Kelly Robbins/Emilee Klein | 1 up       | Laura Davies/Sophie Gustafson |
| 0                          | Session    | 4                             |
| 7                          | Au général | 9                             |

### Dimanche

#### Simples
| Drapeau des États-Unis | Résultats  |                  |
| ---------------------- | ---------- | ---------------- |
| Juli Inkster           | 4 & 3      | Raquel Carriedo  |
| Laura Diaz             | 5 & 3      | Paula Marti      |
| Emilee Klein           | 2 & 1      | Helen Alfredsson |
| Kelli Kuehne           | 3 & 2      | Iben Tinning     |
| Michele Redman         | égalité    | Suzann Pettersen |
| Wendy Ward             | égalité    | Annika Sörenstam |
| Kelly Robbins          | 5 & 3      | Maria Hjorth     |
| Cristie Kerr           | 3 & 2      | Sophie Gustafson |
| Meg Mallon             | 3 & 2      | Laura Davies     |
| Pat Hurst              | 3 & 2      | Mhairi McKay     |
| Beth Daniel            | égalité    | Carin Koch       |
| Rosie Jones            | 3 & 2      | Karine Icher     |
| 8 ½                    | Session    | 3 ½              |
| 15 ½                   | Au général | 12 ½             |